# Girl (película de 2018)
Girl es una película belga de género drama dirigida por Lukas Dhont. Esta fue escrita por Dhont y Angelo Tijssens.
Se basa en la historia de Lara, una chica transgénero de 15 años, que sueña con convertirse en bailarina, pero deberá enfrentarse al tratamiento hormonal, luchar con su necesidad de verse como chica y soportar cierto acoso de sus compañeras de escuela. 
La película participó en Un Certain Regard en la selección oficial del Festival de Cannes de 2018. Fue ganadora Caméra d'Or y obtuvo un premio especial de interpretación para el actor Victor Polster. También fue nominada en la entrega de los Globos de oro y obtuvo una nominación en los Premios Goya como la mejor película europea. También, se seleccionó como la entrada belga para la Mejor Película en Idioma Extranjero en la 91.ª edición de los Premios Oscar, aunque no se incluyó en la lista de candidatos de diciembre. Recibió nueve nominaciones en los Premios Magritte, incluyendo Mejor Guion y Mejor Actor para Polster.

## Sinopsis
Lara, una joven trans de 15 años quien aspira a ser una bailarina profesional de ballet, se muda con su padre francófono, Mathias, y su hermano menor para asistir a una prestigiosa academia de baile de habla holandesa. Al someterse a una terapia de reemplazo hormonal en preparación para una cirugía de reasignación de sexo, se siente frustrada por el lento progreso del tratamiento. En la escuela, ella tapa su pene con cinta adhesiva durante las prácticas de ballet y experimenta el acoso de sus compañeras de clase. Debido a que el encintado ha causado una infección, su fecha para la cirugía se ha cambiado porque primero tiene que recuperarse. Este hecho sumado a que se le prohíbe bailar durante su recuperación, hace que Lara se sienta mucho más frustrada con su cuerpo.

## Reparto
- Victor Polster como Lara
- Arieh Worthalter como Mathias, el padre de Lara
- Oliver Bodart como Milo, el hermano menor de Lara
- Katelijne Damen como Dr. Naert
- Valentijn Dhaenens como Dr. Pascal
- Tijmen Govaerts como Lewis
- Alice de Broqueville como Loïs
- Magali Elali como Christine, amiga de Mathias
- Alain Honorez como Alain
- Chris Thys como Hannah
- Angelo Tijssens como Hendricks
- Marie-Louise Wilderjickx como Marie-Louise

## Producción

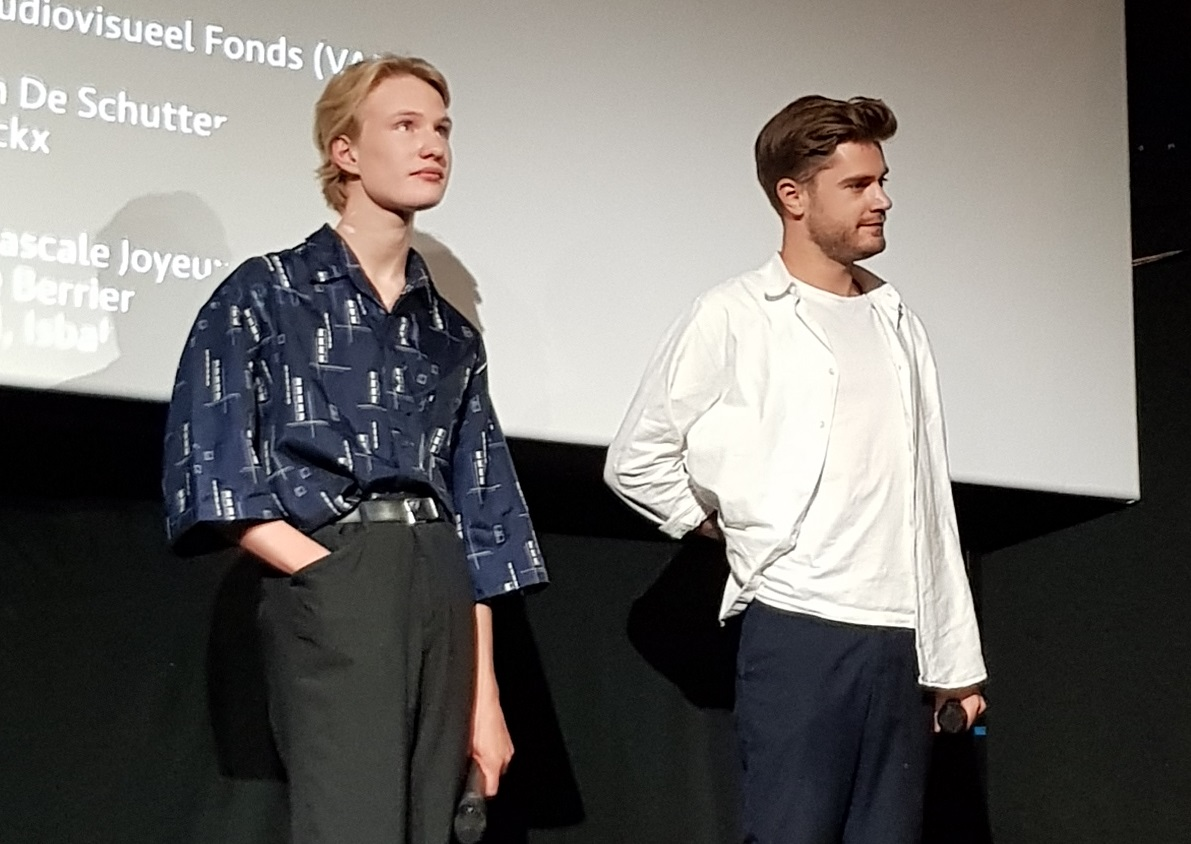
Victor Polster y Lukas Dhont en la premier de París.

La película fue inspirada por Nora Monsecour, bailarina profesional y mujer trans de Bélgica. En 2009, Dhont, entonces de 18 años y estudiante de cine recién inscrito, leyó un artículo del periódico sobre Monsecour. Dhont se acercó a Monsecour para hacer un documental sobre ella, que ella rechazó. En cambio, luego pasó a escribir una película narrativa de ficción con ella y Tijssens, aunque Monsecour permaneció sin acreditar por su deseo. Dhont consultó a Monsecour, otras personas trans y profesionales médicos para la película.
La selección del papel principal se realizó sin tener en cuenta el género de los actores. Después de no encontrar un actor que pudiera bailar y actuar a su entera satisfacción entre las 500 personas de entre 14 y 17 años que audicionaron (siete de ellas eran mujeres trans), los cineastas comenzaron a elegir al resto de los bailarines que aparecerían en la película. Fue en este proceso de casting grupal que encontraron a Polster. Monsecour estuvo involucrada en el casting de Polster y estuvo presente en el set durante el rodaje. La filmación involucró escenas de desnudos de Polster, con el consentimiento de sus padres. La tripulación tuvo especial cuidado en no mostrar su rostro y la parte inferior del cuerpo en el mismo rodaje.

## Recepción de la crítica
Girl tuvo mayormente críticas positivas."La película mantiene siempre un tono de veracidad infrecuente, y el relato no llega a picos de morbo indeseado", dijo Pablo O. Scholz de Diario Clarín. Peter Debruge, crítico de Variety, dijo "Un sorprendente debut tanto para el director Lukas Dhont como para el protagonista Victor Polster". "Un debut intrigante (...) Tiene un aspecto increíble, no tiene miedo a tratar temas difíciles y ofrece una actuación estelar del talentoso actor y bailarín Victor Polster." añadió Boyd van Hoeij de The Hollywood Reporter.
Sin embargo, los activistas trans han sido muy críticos con la película.
Escribiendo para The Advocate , Ann Thomas, la fundadora de una agencia de talentos trans, defendió la película, atribuyendo el casting del actor masculino cis a la falta de jóvenes actores trans que trabajaban en Europa en el momento de la preproducción, y describió los retratos de la película como precisos. Chase Johnsey, bailarín no binario, descubrió que el enfoque de la película sobre la fisicalidad del protagonista era coherente con su experiencia como bailarín de ballet, y dijo: "Las luchas que las personas trans y con fluidez de género a menudo tienen en el mundo del ballet son con su cuerpo, porque es una forma de arte orientada al cuerpo ". Phia Ménard, un director y artista transgénero francés, también encontró la película consistente con su experiencia, y comparó la automutilación en la película con el impulso suicida de los adolescentes. 
Se informó que Netflix estaba trabajando con GLAAD y estaba considerando agregar una advertencia para acompañar la película, que Dhont ha dicho que respaldaría. En enero de 2019, The New York Times informó que Netflix había contactado a las organizaciones para obtener sugerencias sobre cómo redactar la advertencia. En diciembre de 2018, Netflix organizó una proyección de la película en Los Ángeles, a la que se invitó a personas queer y trans.

## Distinciones

### Accolades
| Premio de entrega                         | Datos de ceremonia        | Categoría                                   | Nominado/a                    | Resultado | Ref(s) |
| ----------------------------------------- | ------------------------- | ------------------------------------------- | ----------------------------- | --------- | ------ |
| Festival de Adelaide                      | 21 de octubre de 2018     | Mejor película                              | Girl                          | Nominada  | [ 10 ] |
| Asociación de críticos de cine de Bélgica | 20 de diciembre de 2018   | Premio André Cavens a la Mejor Película     | Girl                          | Ganadora  | [ 11 ] |
| Festival de Cannes                        | 8–19 de mayo de 2018      | Premio FIPRESCI Un Certain Regard           | Girl                          | Ganadora  | [ 12 ] |
| Festival de Cannes                        | 8–19 de mayo de 2018      | Caméra d'Or                                 | Lukas Dhont                   | Ganador   | [ 12 ] |
| Festival de Cannes                        | 8–19 de mayo de 2018      | Queer Palm                                  | Girl                          | Ganadora  | [ 12 ] |
| Festival de Cannes                        | 8–19 de mayo de 2018      | Un Certain Regard a la Mejor Interpretación | Victor Polster                | Ganador   | [ 12 ] |
| Festival de Cannes                        | 8–19 de mayo de 2018      | Un Certain Regard                           | Girl                          | Nominada  | [ 12 ] |
| Premios César                             | 22 de febrero de 2010     | César a la Mejor película extranjera        | Girl                          | Pendiente | [ 13 ] |
| CPH PIX Film Festival                     | 27 sep. – 10 Oct. de 2018 | Grand PIX al Mejor nuevo talento            | Lukas Dhont                   | Nominado  | [ 14 ] |
| European Film Awards                      | 15 de diciembre de 2018   | Mejor Película                              | Girl                          | Nominada  | [ 15 ] |
| European Film Awards                      | 15 de diciembre de 2018   | Mejor Actor                                 | Victor Polster                | Nominado  | [ 15 ] |
| European Film Awards                      | 15 de diciembre de 2018   | Descubrimiento del año                      | Girl                          | Ganadora  | [ 15 ] |
| Globos de Oro                             | 6 de enero de 2019        | Mejor Película de habla no inglesa          | Girl                          | Nominada  | [ 16 ] |
| ICFF "Manaki Brothers"                    | 22-29 Sept2018            | Cámara de Oro                               | Frank van den Eeden           | Nominada  | [ 17 ] |
| Jerusalem Film Festival                   | 22-29 Sept. 2018          | PelículaInternacional                       | Lukas Dhont                   | Nominada  | [ 18 ] |
| Les Arcs European Film Festival           | 16–23 Dic. 2017           | TitraFilm Prize                             | Lukas Dhont                   | Ganadora  | [ 19 ] |
| Lisbon Gay & Lesbian Film Festival        | 14-22 Sept. 2018          | Premio de Audiencia                         | Girl                          | Ganadora  | [ 20 ] |
| Lisbon Gay & Lesbian Film Festival        | 14-22 Sept. 2018          | Mejor Actor                                 | Victor Polster                | Ganador   | [ 20 ] |
| London Film Festival                      | 10–21 Oct. 2018           | Mejor Primera Película                      | Lukas Dhont                   | Ganador   | [ 21 ] |
| Premios Magritte                          | 2 de febrero de 2019      | Mejor película                              | Girl                          | Ganadora  | [ 22 ] |
| Premios Magritte                          | 2 de febrero de 2019      | Mejor Actor                                 | Victor Polster                | Ganador   | [ 22 ] |
| Premios Magritte                          | 2 de febrero de 2019      | Mejor actor de Reparto                      | Arieh Worthalter              | Ganador   | [ 22 ] |
| Premios Magritte                          | 2 de febrero de 2019      | Mejor Guion                                 | Lukas Dhont y Angelo Tijssens | Ganadores | [ 22 ] |
| Premios Magritte                          | 2 de febrero de 2019      | Mejor fotografía                            | Frank van den Eeden           | Ganador   | [ 22 ] |
| Premios Magritte                          | 2 de febrero de 2019      | Mejor Diseño de Producción                  | Philippe Bertin               | Nominado  | [ 22 ] |
| Premios Magritte                          | 2 de febrero de 2019      | Mejor vestuario                             | Catherine van Bree            | Nominado  | [ 22 ] |
| Premios Magritte                          | 2 de febrero de 2019      | Mejor Sonido                                | Yanna Soentjens               | Ganadora  | [ 22 ] |
| Premios Magritte                          | 2 de febrero de 2019      | Mejor Montaje                               | Alain Dessauvage              | Nominado  | [ 22 ] |
| Melbourne International Film Festival     | 2–19 Agos. 2018           | Mejor Narración                             | Girl                          | Nominada  | [ 23 ] |
| French National Center of Cinematography  | 30 Nov. 2018              | Película del año                            | Girl                          | Finalista | [ 24 ] |
| Odesa International Film Festival         | 13–21 de julio de 2018    | Mejor Película internacional                | Girl                          | Nominada  | [ 25 ] |
| Odesa International Film Festival         | 13–21 de julio de 2018    | Mejor Actuación                             | Victor Polster                | Ganador   | [ 25 ] |
| Ostend Film Festival                      | 7-15 Sept. 2018           | Mejor Debut                                 | Lukas Dhont                   | Ganador   | [ 26 ] |
| Palić Film Festival                       | 14–20 Jul. 2018           | Mejor Película                              | Girl                          | Ganadora  | [ 27 ] |
| Festival de Filadelfia                    | 18–28 Oct. 2018           | Mejor primera película                      | Lukas Dhont                   | Nominado  | [ 28 ] |
| Pingyao International Film Festival       | 11–20 Oct. 2018           | Premio de decisión del público              | Girl                          | Ganadora  | [ 29 ] |
| Festival de San Sebastián                 | 21-29 Sept. 2018          | Mejor Película                              | Girl                          | Ganadora  | [ 30 ] |
| Festival de San Sebastián                 | 21-29 Sept. 2018          | Mejor película europea                      | Girl                          | Ganadora  | [ 30 ] |
| Festival de San Sebastián                 | 21-29 Sept. 2018          | Mejor película LGBT (Premio Sebastiane)     | Girl                          | Ganadora  |        |
| Festival de Sevilla                       | 9–17 Nov 2018             | Mejor Película LGBT (Ocaña Award)           | Girl                          | Nominada  | [ 31 ] |
| Festival de cine de Estocolmo             | 7–18 Nov. 2018            | Mejor Película                              | Girl                          | Ganadora  | [ 32 ] |
| Festival de cine de Estocolmo             | 7–18 Nov. 2018            | Mejor Actor                                 | Victor Polster                | Ganador   | [ 32 ] |
| Thessaloniki International Film Festival  | 1–11 Nov. 2018            | Mejor temática LGBTQI                       | Girl                          | Nominada  | [ 33 ] |
| Zurich Film Festival                      | 27 sept. – 7 Oct. 2018    | Mejor película internacional                | Girl                          | Ganadora  | [ 34 ] |